# باشگاه فوتبال بریستول سیتی
باشگاه فوتبال بریستول سیتی  (به انگلیسی: .Bristol City F.C) باشگاه فوتبال انگلیسی است که در شهر بریستول قرار دارد.
این باشگاه در سال ۱۸۹۴ تأسیس شده‌است.

## افتخارات
لیگ 
- لیگ فوتبال (لیگ برتر) نایب قهرمان: ۰۷–۱۹۰۶
- لیگ دسته دوم (چمپیونشیپ) قهرمان: ۰۶-۱۹۰۵، نایب قهرمان: ۷۶-۱۹۷۵
- لیگ دسته سوم جنوب (لیگ یک فوتبال انگلستان) قهرمان: ۲۳–۱۹۲۲، ۲۷–۱۹۲۶، ۵۵-۱۹۵۴
- لیگ دسته سوم (لیگ یک فوتبال انگلستان) نایب قهرمان: ۶۵-۱۹۶۴، ۹۰-۱۹۸۹
- لیگ یک فوتبال انگلستان نایب قهرمان: ۹۸-۱۹۹۷، ۰۷–۲۰۰۶
- جام حذفی فینالیست: ۱۹۰۹
- جام اتحادیه نیمه نهایی: ۷۱-۱۹۷۰، ۸۹-۱۹۸۸
- Football League Trophy قهرمان: ۸۶-۱۹۸۵، ۰۳-۲۰۰۲، فینالیست: ۸۷-۱۹۸۶، ۰۰-۱۹۹۹

## دیگر قهرمانی‌ها
- ولز کاپ قهرمان: ۳۴-۱۹۳۳
- جام انگلیس-اسکاتلند قهرمان: ۷۸-۱۹۷۷

## نگارخانه

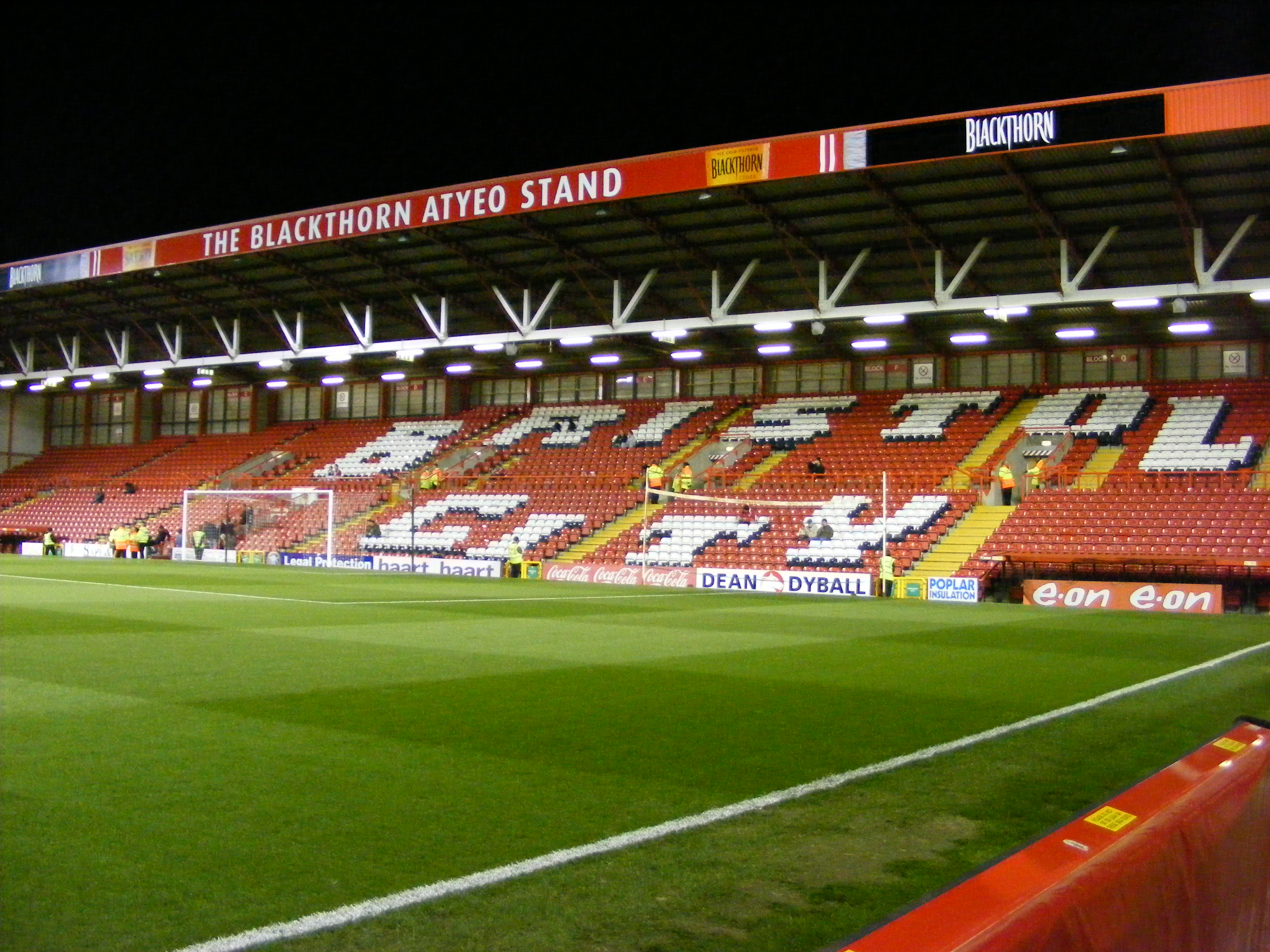
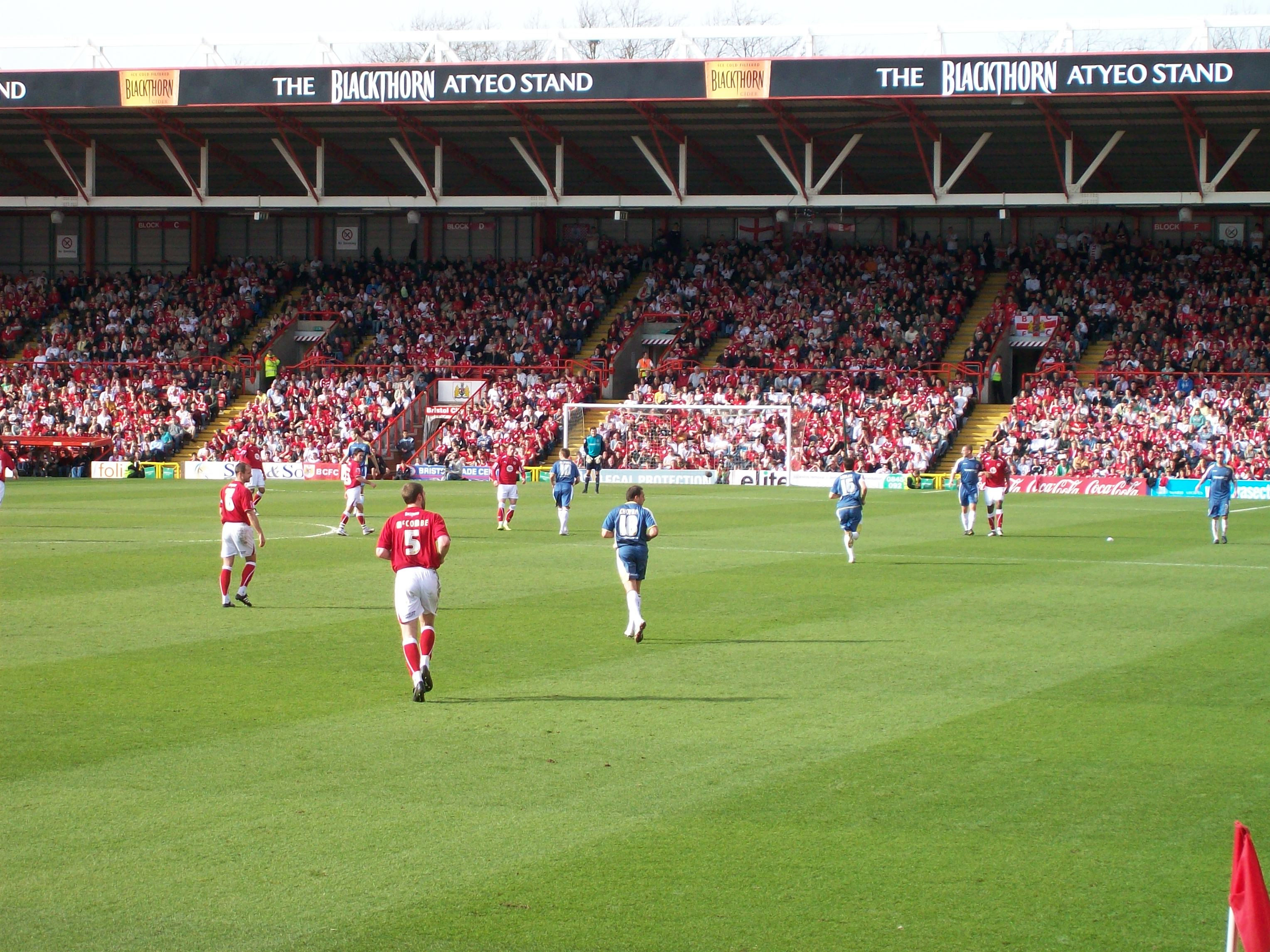
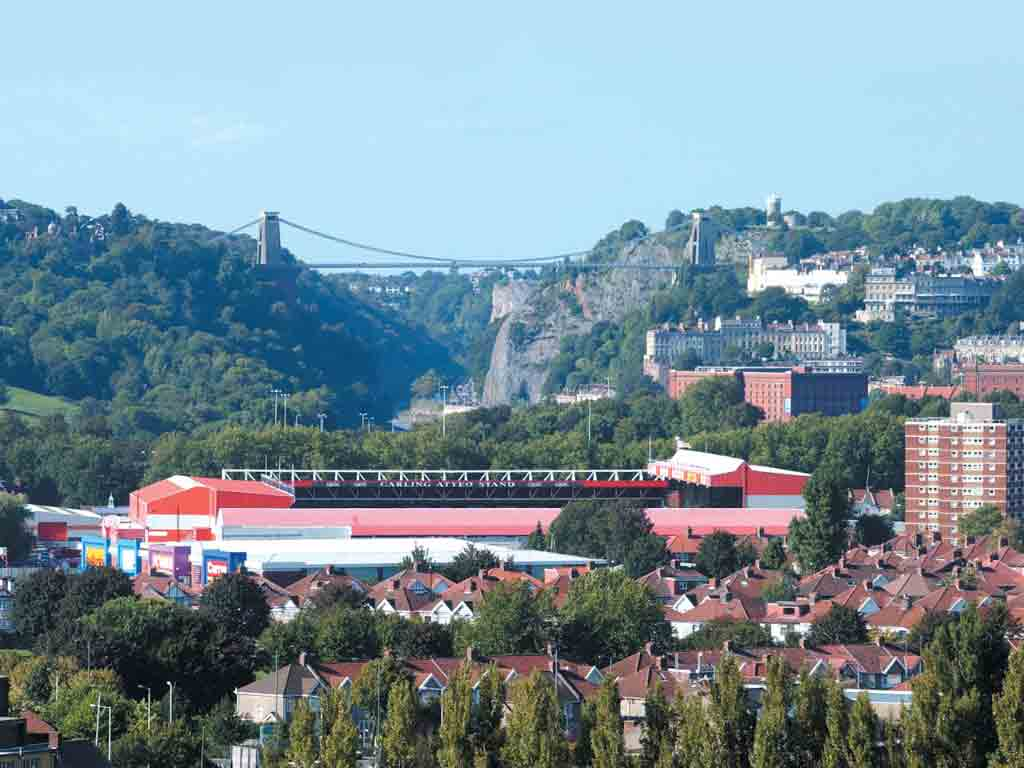
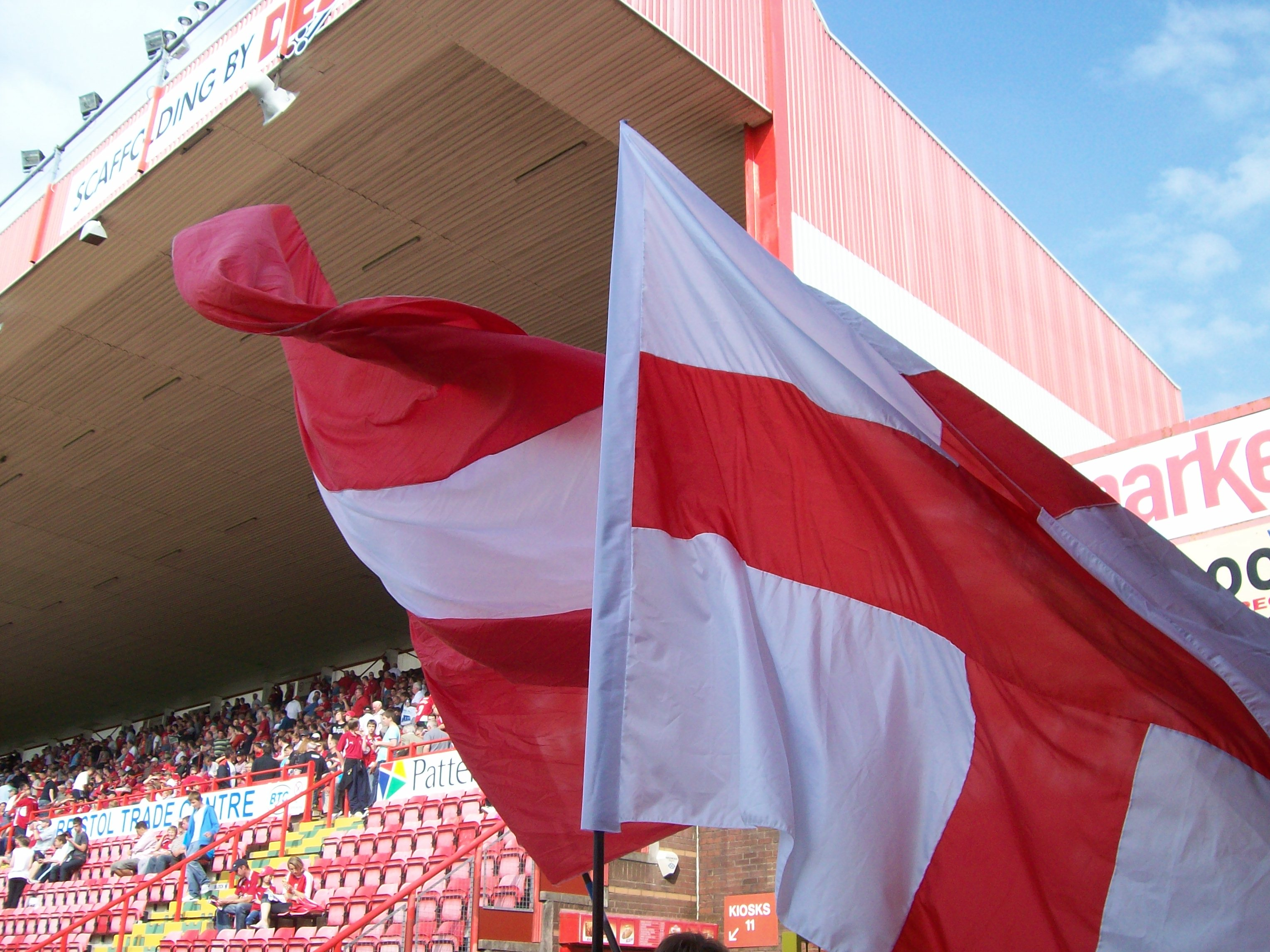
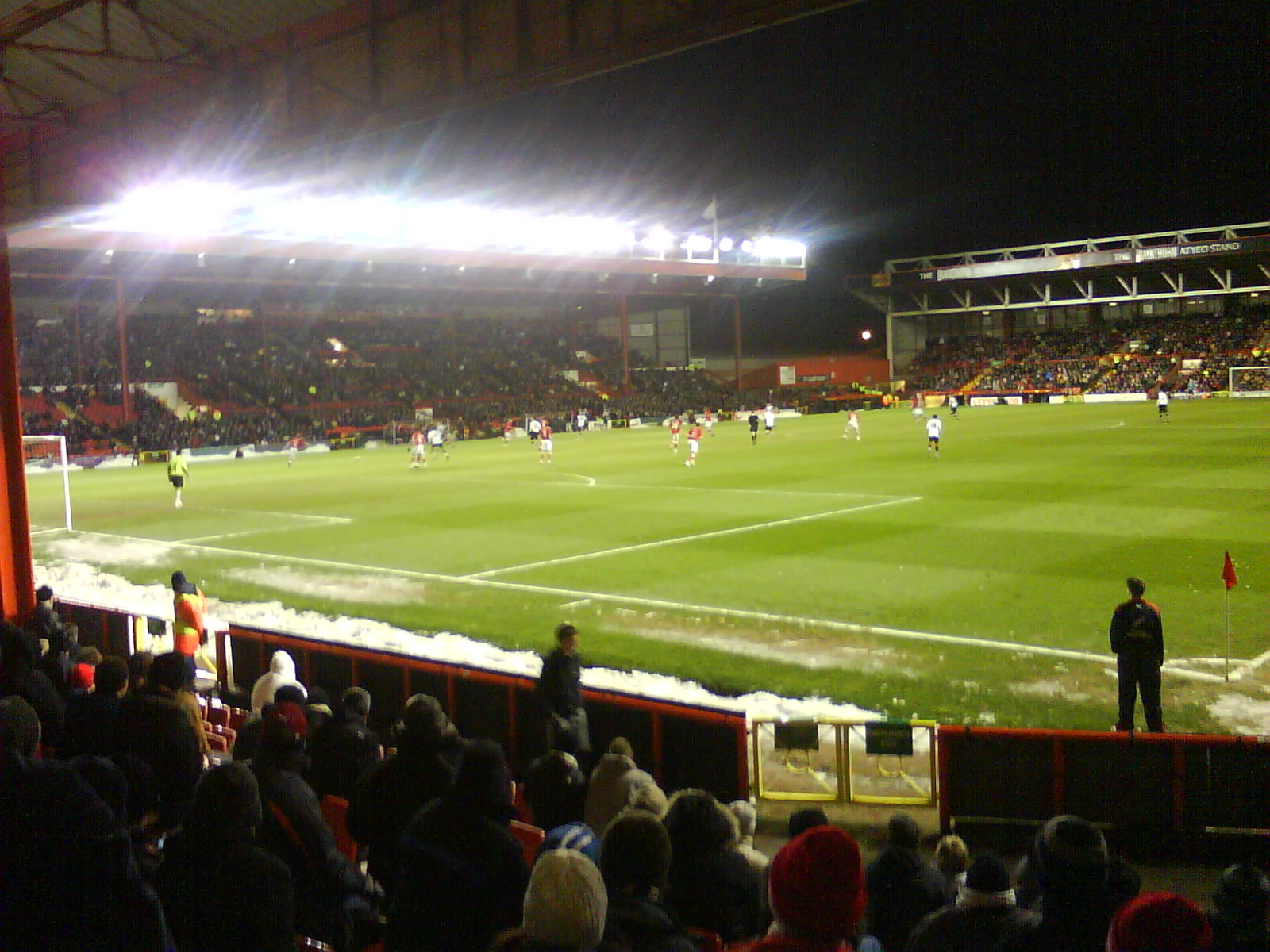
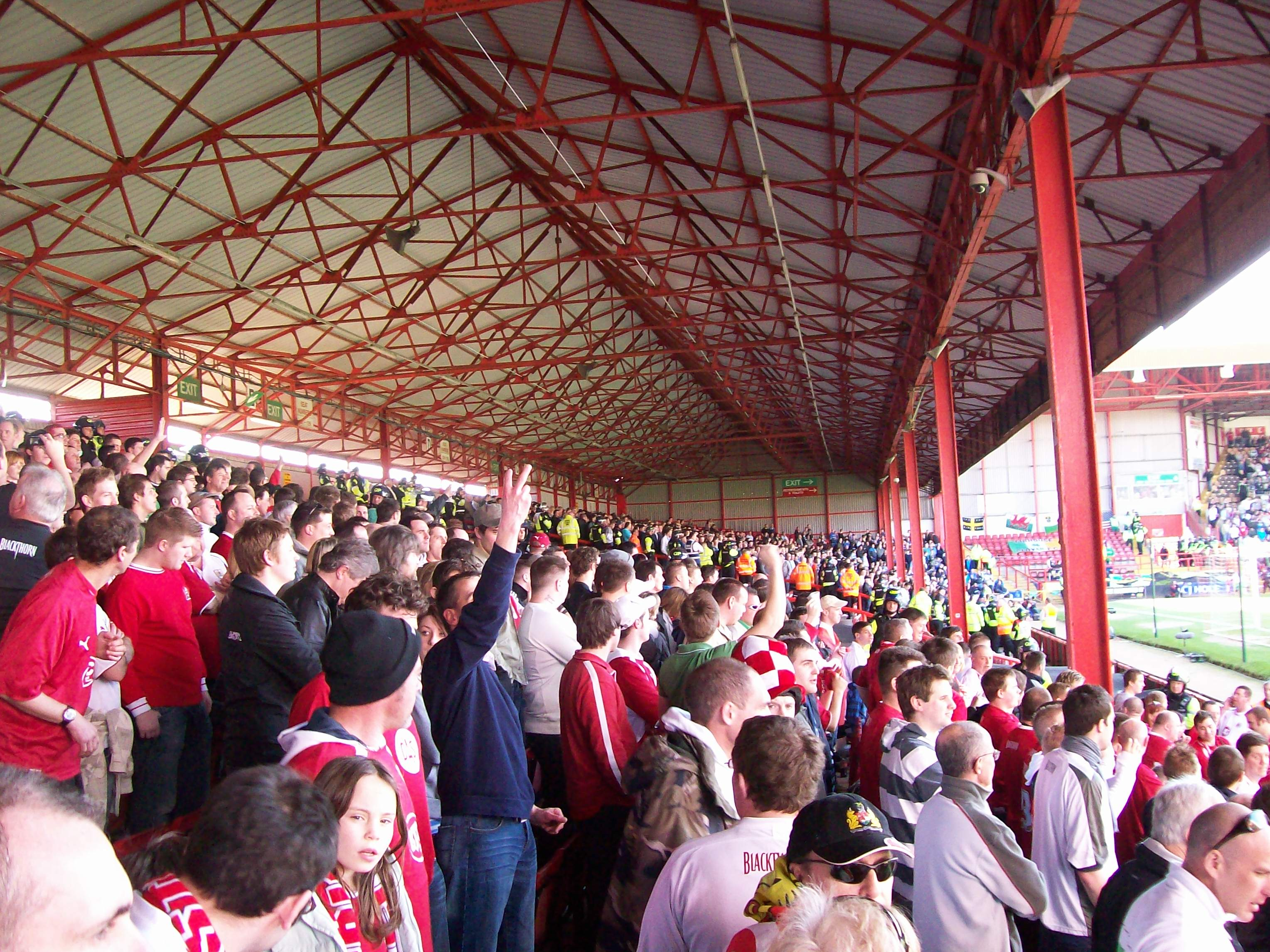
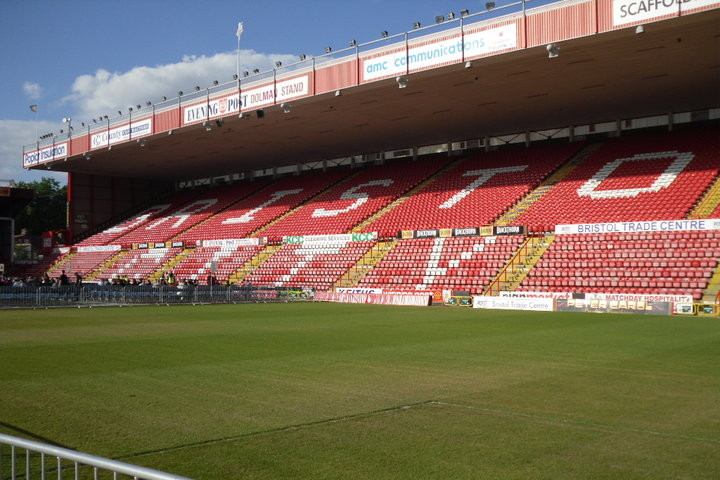